# Petit-Hallet
Petit-Hallet is een dorp in de Belgische provincie Luik en een deelgemeente van de stad Hannuit.
Het was een zelfstandige gemeente tot het bij de fusie van 1965 samen met Wansin toegevoegd werd aan de gemeente Grand-Hallet, die op haar beurt in 1977 bij Hannuit werd gevoegd.
Petit-Hallet ligt in het noordwesten van de gemeente Hannuit. Het is een landbouwdorp in Droog-Haspengouw met nog veel akkerbouw en veeteelt.

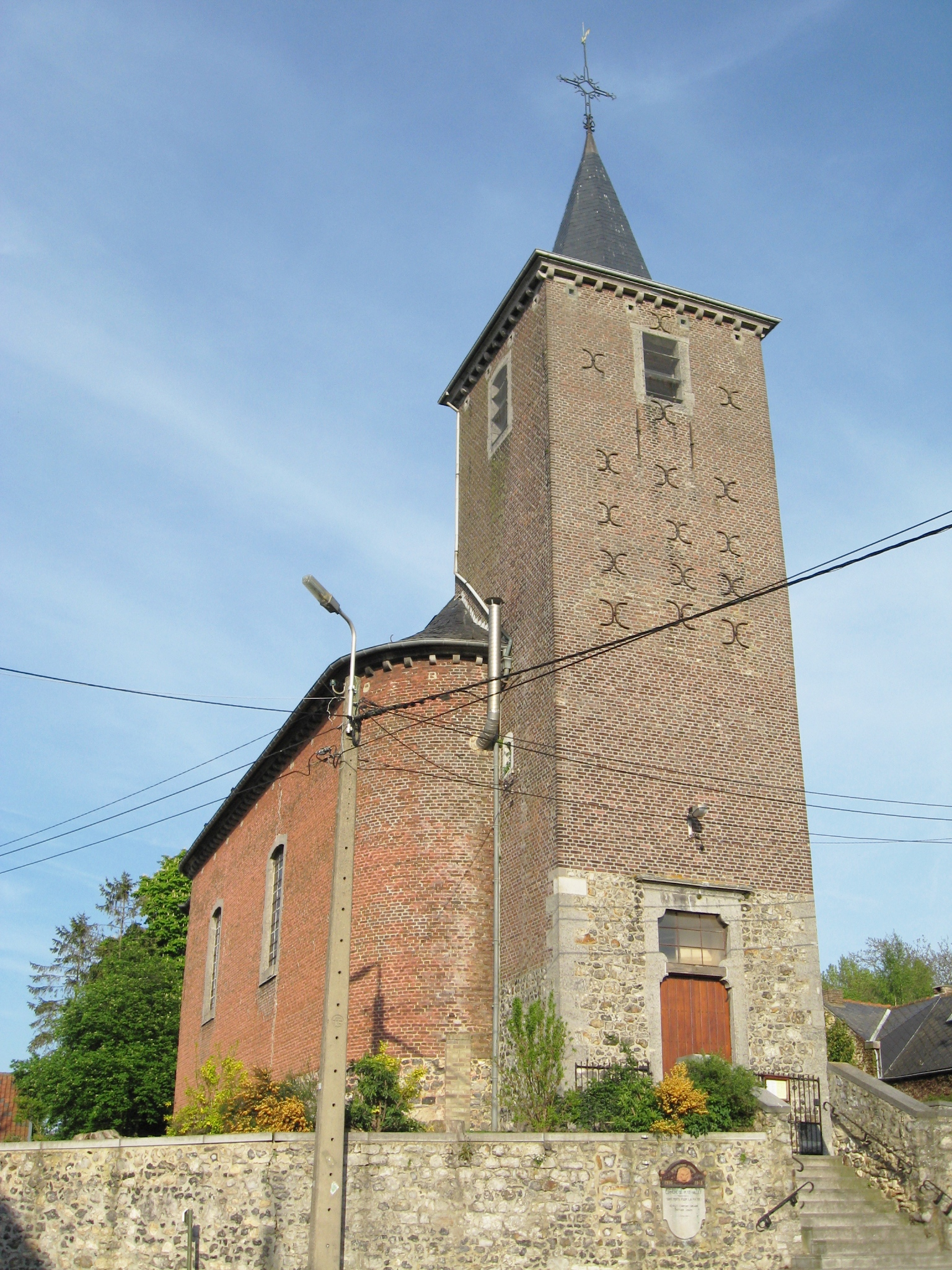
De Sint-Lambertuskerk

## Geschiedenis
Vanaf de 9de eeuw maakte het dorp deel uit van het Graafschap Avernas. Na de opheffing ervan ging Petit-Hallet deel uitmaken van het baljuwschap Hannuit in het Hertogdom Brabant. Het dorp was sinds 1116 in het bezit van het Kapittel van Sint-Lambertus te Luik die het dorp in 1582 verkocht aan de Abdij van Villers.

## Bezienswaardigheden
- De Moulin de la Caïade is een voormalige watermolen van het onderslagtype op de Ruisseau de Henri Fontaine, een zijtak van de Kleine Gete. De molen bestond reeds voor 1841 en is tegenwoordig omgebouwd tot woning. Het metalen schoepenrad is vervallen.
- De Moulin Rassart is eveneens een voormalige watermolen op de Henri Fontainebeek. Het was een kleine molen van het bovenslagtype die reeds in 1460 werd vermeld. De huidige gebouwen dateren van 1816. De molen is verbouwd tot woning.
- De Sint-Lambertuskerk (Église Saint-Lambert) is de parochiekerk. Ze werd voor het eerst vermeld in 1139. In 1757 werd de kerk volledig heropgebouwd op de fundamenten van de oude kerk. In het schip liggen een aantal gemetste grafstenen.
- De pastorie.

## Natuur en landschap
Petit-Hallet ligt aan de Ruisseau de Henri Fontaine. De hoogte aan de kerk bedraagt 107 meter.

## Demografische ontwikkeling
- Bronnen:NIS, Opm:1831 tot en met 1970=volkstellingen

## Nabijgelegen kernen
Grand-Hallet, Lijsem, Wansin, Orp-le-Petit
Deelgemeenten: Abolens · Avernas-le-Bauduin · Avin · Bertrée · Blehen · Cras-Avernas · Crehen · Grand-Hallet · Hannuit · Lens-Saint-Remy · Merdorp · Moxhe · Petit-Hallet · Poucet · Thisnes · Truielingen · Villers-le-Peuplier · Wansin

Belgische gemeenten · arrondissement Borgworm · provincie Luik · Wallonië